# 8465 Bancelin
A 8465 Bancelin (ideiglenes jelöléssel (8465) 1981 EQ31) a Naprendszer kisbolygóövében található aszteroida. Schelte J. Bus fedezte fel 1981. március 2-án.